# 卡勒小褐鱈
卡勒小褐鱈，為輻鰭魚綱鱈形目稚鱈科的其中一種，分布於西大西洋百慕達群島、東大西洋聖赫勒拿島海域，深度100-800公尺，為深海魚類，體長可達27.4公分，棲息在大陸棚底中層水域，生活習性不明。

## 扩展阅读
維基物種上的相關：卡勒小褐鱈